# Voynich (cràter)
Voynich és un cràter d'impacte en el planeta Venus de 48,7 km de diàmetre. Porta el nom de Ethel Lilian Voynich (1864-1960), escriptora britànica, i el seu nom va ser aprovat per la Unió Astronòmica Internacional el 1985.